# Paraleptastacus katamensis
Paraleptastacus katamensis är en kräftdjursart som beskrevs av C. B. Wilson 1932. Paraleptastacus katamensis ingår i släktet Paraleptastacus och familjen Leptastacidae. Inga underarter finns listade i Catalogue of Life.